# La Nuit (Michel-Ange)

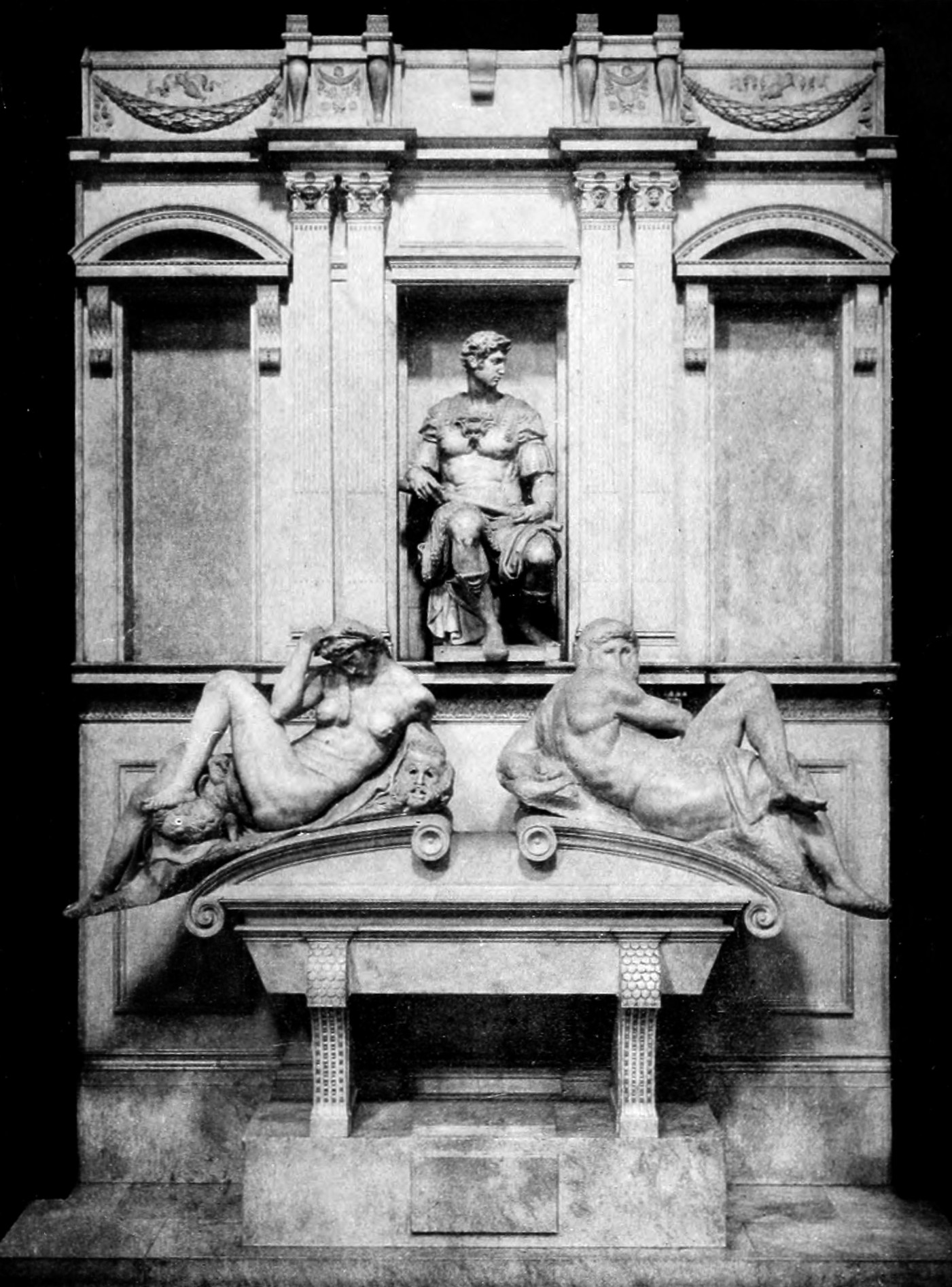
La Nuit (à gauche) sur le tombeau de Julien, duc de Nemours.

La Nuit (en italien, Notte) est une  statue en marbre réalisée par Michel-Ange entre 1526 et 1531. Elle fait partie de la décoration de la Sagrestia Nuova, la nouvelle sacristie de la basilique San Lorenzo de Florence. Ses dimensions sont de 155 × 150 cm (longueur oblique maximale 194 cm). Il s'agit de l'une des quatre allégories des « Parties du Temps », qui se trouve à gauche sur le sarcophage du tombeau de Julien de Médicis (1479-1516), duc de Nemours.

## Histoire
La Nuit a été parmi les premières sculptures à être achevées et a connu une renommée extraordinaire grâce également à un quatrain de louange bien connu de Giovanni di Carlo Strozzi, dans lequel la statue était invitée à se réveiller pour être vue animée :
« La Nuit que tu vois dans cette douce prose,

Endormie, fut sculptée par un ange

Dans ce bloc. Dormant elle vit.

Éveille-la : si tu en doutes, elle te parlera. »
Michel-Ange a répondu en 1545-1546 avec quelques vers, intitulés « Réponse de Buonarroto », faits pour être « prononcés » à la statue elle-même, dans lequel il indique comment dormir, à la lumière des émeutes qui ont fait rage à Florence pendant le gouvernement de Cosme Ier de Toscane, raison de la sérénité de La Nuit par rapport à l'agitation des autres statues :
« Le sommeil me plaît, et plus encore ma nature de pierre

Tant que durent le mal et la honte.

Ne pas voir, ne pas sentir, c'est ma grande chance

ne m'éveillez pas. Parlez bas. »
Des sources anciennes (Doni) rapportent comment le maître a dû refaire le bras gauche de la statue à deux reprises en raison de dommages.

## Description

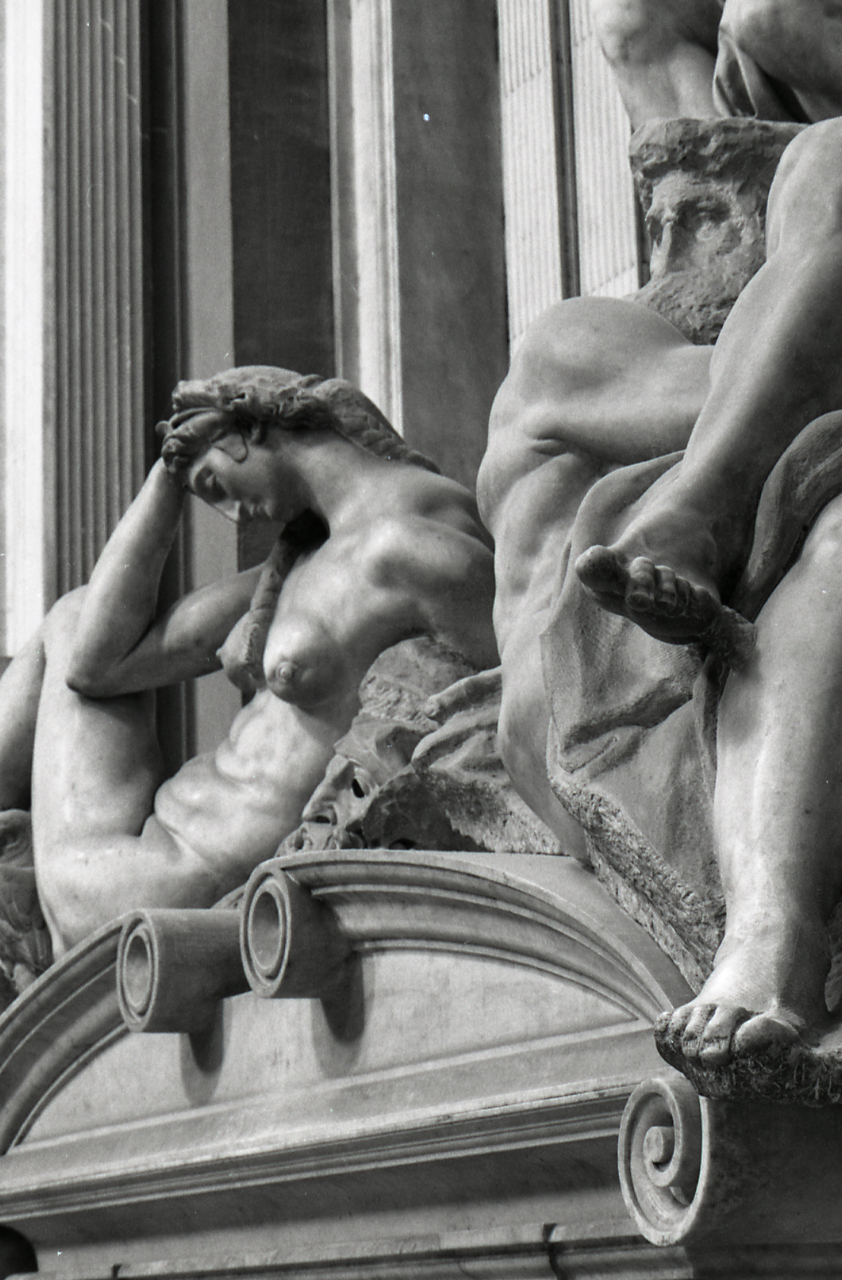
Photo par Paolo Monti, 1975.

La Nuit est représentée comme une personnification féminine, semi-étendue et nue, comme les autres statues de la série. Elle avait peut-être pour modèle les représentations antiques de la Léda ou de l'Ariane endormie : en effet la position couchée, jambe gauche fléchie, tête inclinée, ressemble beaucoup à la Léda, carton perdu de Michel-Ange vers 1530.
Le bras gauche est plié derrière le dos et le droit tient la tête appuyée sur la cuisse gauche. Cela provoque une torsion qui fait pivoter le torse vers le spectateur. Ses cheveux sont longs, rassemblés en tresses et sur sa tête, elle porte un diadème avec un croissant et une étoile. Elle a les yeux clos.
Parmi les figures allongées de la chapelle Médicis, l'allégorie de La Nuit est la plus aboutie : seuls quelques parties du bras et de la main gauches ainsi que le diadème de la figure n'ont pas été totalement achevés.

## Analyse
Parmi les différentes lectures iconologiques proposées, la statue était vue comme un emblème de l'Air ou de l'Eau, du tempérament mélancolique de la Théorie des humeurs, de la fécondité de la nuit. Ses attributs emblématiques sont dispersés autour de la figure. La Nuit est la seule allégorie à présenter des attributs univoques. La chouette (animal nocturne) comme signe de la nuit est citée notamment par Ascanio Condivi et Raffaello Borghini (1584). La guirlande de fleurs sous le pied gauche qui représente peut-être des coquelicots (à la fois symbole de fertilité et de somnolence comme opioïde), est donc un symbole de la fécondité ou du sommeil (Ernesto Steinmann, 1907). Le masque peut s'entendre comme un symbole du rêve (Steinmann, 1907) ou comme une auto-représentation indirecte de Michel-Ange (Paoletti, 1992), ou bien encore comme la Mort, comprise comme le sommeil du corps en attente pour la résurrection.